# Daouda Ngom
Daouda Ngom est un universitaire et un homme politique sénégalais.  

## Carrière
Enseignant-chercheur à l'UCAD, il est nommé ministre de l'Environnement et de la Transition écologique dans le gouvernement Sonko le 5 avril 2024,.